# シュバイネハクセ

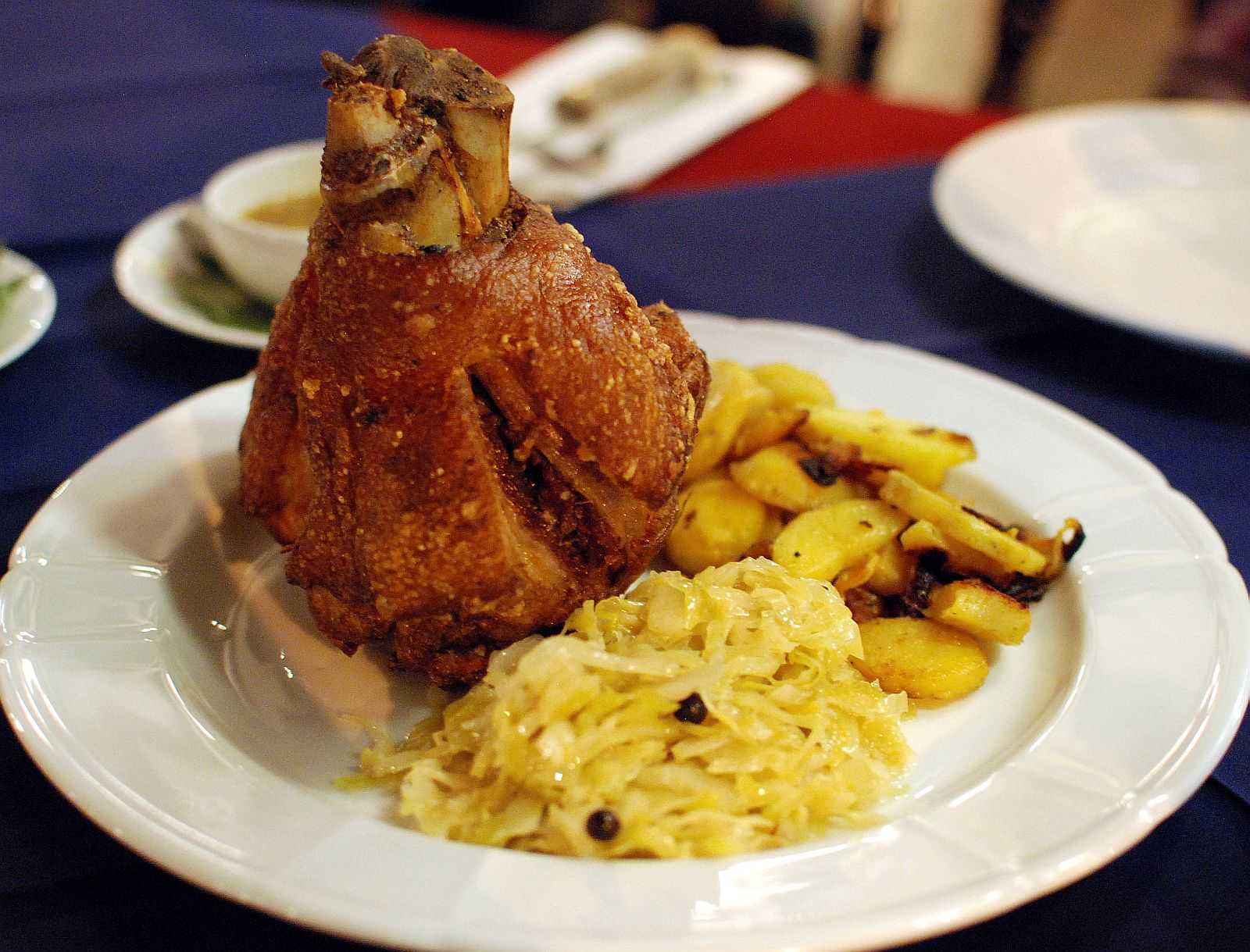
フライドポテト、ザワークラウトとともに供されるシュバイネハクセ

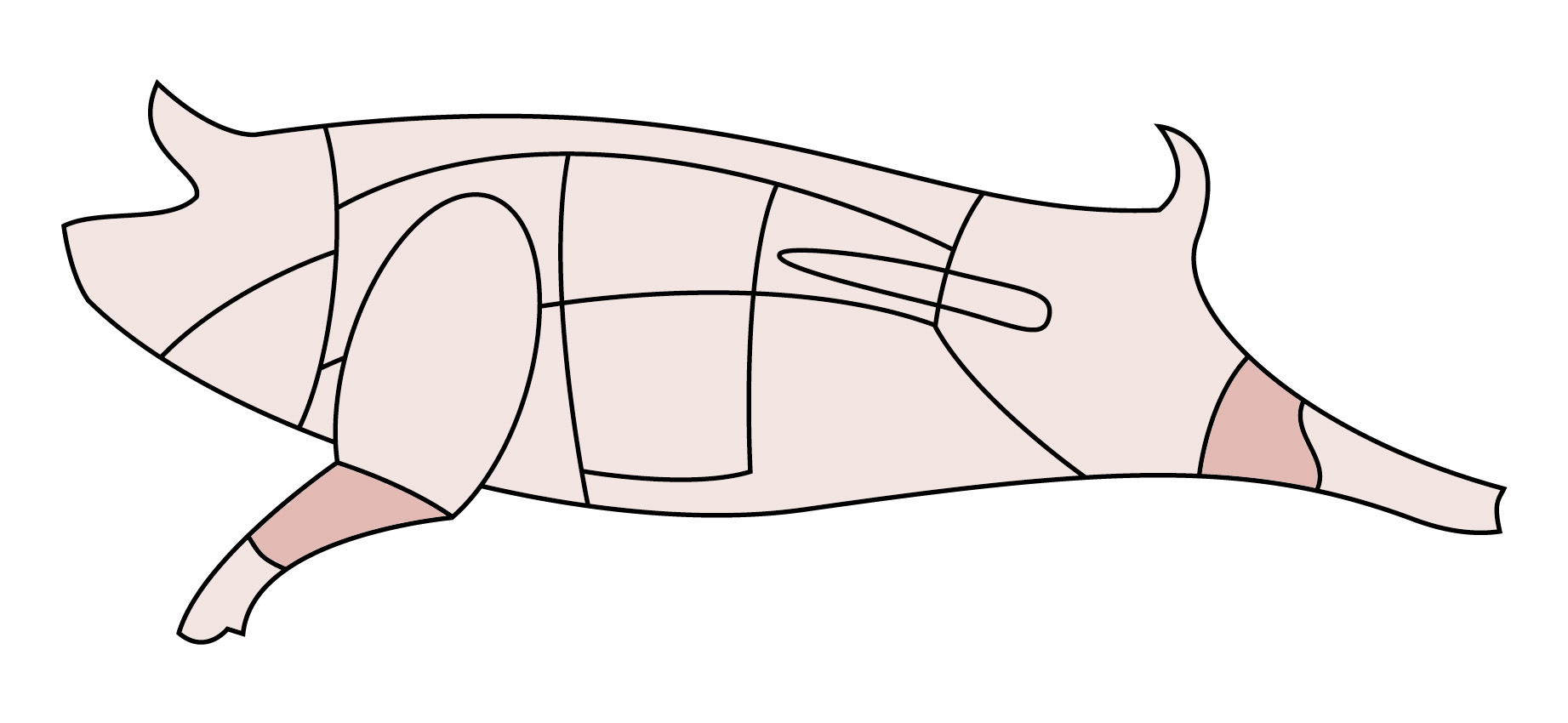
豚脚の位置

シュバイネハクセは、ドイツ料理の1つで、ローストした豚脚である。ドイツ語ではSchweinshaxeまたはSchweinshachseと綴られ、ともにシュヴァインスハクセと発音する。Schweinの意味は「豚」、Haxe/Hachseは「仔牛あるいは豚のすね肉」。
特にバイエルン州で好まれる。
オーストリアではStelzeと呼ばれ、通常最初にキャラウェイシード、ニンニクとともにマリネか下茹でされ、皮がパリパリになるまでローストされて、マスタード、ホースラディッシュ、唐辛子を添えて提供される。
豚脚から作るドイツ料理にはアイスバインもあるが、こちらは塩漬けにしてから茹でて作られる。